# Rød dværg
En rød dværg er en stjerne hvis masse er 0,08-0,25 (eller 0,08-0,6) gange og hvis diameter er under halvdelen af solens. De røde dværge ligger nederst i hovedserien i Hertzsprung-Russell-diagrammet med en overfladetemperatur på under 4.000 K – hvilket gør dem til den svagest lysende stjernetype, med en spektralklasse K eller M –  og en luminositet på mellem 0,0001 og 0,1 gange solens. De er de hyppigst fremkommede stjerner – to tredjedele af Mælkevejens stjerner er røde dværge – og de mindste af dem har levetider på billioner af år.
Jordens nærmeste stjerne, næst efter solen, Proxima Centauri, er en rød dværg.

### Uddybende noter
1. ↑  Store norske leksikon siger 0,08-0,25,[2] mens Encyclopædia Britannica siger 0,08-0,6.[3]
2. ↑  Ifølge Encyclopædia Britannica ca. 2.000-3.500 K.[3]
3. ↑  Deres lave overfladetemperatur er grunden til deres røde farve.[2]